# Trochosa annulipes
Trochosa annulipes är en spindelart som beskrevs av Ludwig Carl Christian Koch 1875. Trochosa annulipes ingår i släktet Trochosa och familjen vargspindlar. Inga underarter finns listade i Catalogue of Life.